# ويليام ألان ريد
ويليام ألان ريد (بالإنجليزية: William Allan Reid)‏ هو سياسي بريطاني (وحمل سابقاً جنسية المملكة المتحدة لبريطانيا العظمى وأيرلندا)، ولد في 11 أكتوبر 1865، وتوفي في 17 مارس 1952. حزبياً، نشط في حزب المحافظين. في الانتخابات العامة في المملكة المتحدة 1931 ‏، انتخب عضو برلمان المملكة المتحدة الـ36 عن دائرة Derby (UK Parliament constituency) ‏ (27 أكتوبر 1931 – 25 أكتوبر 1935) وفي الانتخابات العامة في المملكة المتحدة 1935 ‏، انتخب عضو برلمان المملكة المتحدة الـ37 عن دائرة Derby (UK Parliament constituency) ‏ (14 نوفمبر 1935 – 15 يونيو 1945).